# 最高の片想い (タイナカサチの曲)
「最高の片想い」（さいこうのかたおもい）は2006年8月30日にリリースされた、タイナカサチの3枚目のシングル。シングル曲では初めて、自らの作詞・作曲の楽曲となる。タイアップとなったテレビアニメ『彩雲国物語』では番組開始当初からエンディングテーマとして流れていたが、長い期間CD化はされていなかった。本作で『ミュージックステーション』に初出演した。

## 収録曲
（全作詞・作曲：タイナカサチ）
1. 最高の片想い
  - 編曲：藤井丈司・小山晃平
  - NHK衛星第2テレビ放送のアニメ『彩雲国物語』エンディングテーマ
  - tvk・CS GyaO他で放送の『アニメTV』エンディングテーマ
2. It's my life
  - 編曲：藤井丈司
3. 最高の片想い-instrumental-
4. It's my life-instrumental-